# Hexatoma (Eriocera) eos
Hexatoma (Eriocera) eos is een tweevleugelige uit de familie steltmuggen (Limoniidae). De soort komt voor in het Oriëntaals gebied.